# Vnukovo (Mosca)
Il quartiere Vnukovo (in russo Район Внуково?) è un quartiere di Mosca sito nel distretto Occidentale. 

## Geografia
Consiste di due exclave della città, poste a sud-ovest dell'MKAD: l'abitato di Vnukovo, che comprende l'aeroporto omonimo, e l'abitato di Tolstopal'cevo.

## Storia
Il territorio di Vnukovo è stato incluso nella città di Mosca nel 1950, quello di Tolstopal'cevo nel 1984. I suoi confini rispetto all'oblast' di Mosca sono stati ridefiniti nel giugno 2011 con la cessione in totale di 216 ettari all'oblast'.